# Ключевое (Ленинградская область)
Ключевое (до 1948 года Рёмпётти, фин. Römpötti) — посёлок в Приморском городском поселении Выборгского района Ленинградской области.

## Название
В начале 1948 года деревня Рёмпётти была переименована в деревню Лесная Дача. В том же году название было изменено ещё раз на деревня Ключевая. Переименование в форме среднего рода было закреплено указом Президиума ВС РСФСР от 13 января 1949 года.

## История
В середине 1920-х годов небольшая деревушка Рёмпётти превратилась в рабочий посёлок и крупный торгово-промышленный центр. Поскольку деревня занимала стратегически важное положение, на её территории в 1920—1924 годах было построено семь дотов и командный пункт.

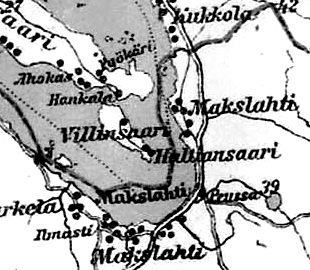
Земли деревни Рёмпётти (часть северной д. Макслахти) на финской карте 1923 года

До 1939 года деревня Рёмпётти входила в состав волости Койвисто Выборгской губернии Финляндской республики, деревня насчитывала 8 крестьянских дворов.
С 1 января 1940 года — в составе Роккольского сельсовета Выборгского района Карело-Финской ССР.
С 1 июля 1941 года по 31 мая 1944 года финская оккупация.
С 1 ноября 1944 года — в составе Виллальского сельсовета Выборгского района.
С 1 октября 1948 года — в составе Прибыловского сельсовета.
С 1 января 1949 года деревня Рёмпётти учитывается административными данными как деревня Ключевое. В ходе укрупнения хозяйства к деревне были присоединены соседние селения Пихкала и Хентула.
С 1 мая 1950 года — в составе Приморского района.
С 1 апреля 1954 года — в составе Рощинского района.
С 1 января 1957 года — вновь в составе Выборгского района.
В 1961 году деревня насчитывала 381 жителя.
Согласно административным данным 1966 и 1973 годов посёлок Ключевое находился в составе Прибыловского сельсовета.
По данным 1990 года посёлок Ключевое находился в составе Глебычевского сельсовета.
В 1997 году в посёлке Ключевое Глебычевской волости проживали 82 человека, в 2002 году — 84 человека (русские — 93 %).
В 2007 году в посёлке Ключевое Глебычевского СП проживали 79 человек, в 2010 году — 106 человек.
8 мая 2014 года Глебычевское сельское поселение вошло в состав Приморского городского поселения.

## География
Посёлок расположен в западной части района на автодороге 41А-082 (Зеленогорск — Выборг), к северу и смежно с посёлком Глебычево.
Расстояние до посёлка Глебычево — 1 км.
Расстояние до ближайшей железнодорожной станции Прибылово — 1,5 км. 
Посёлок находится на восточном берегу Выборгского залива.

## Демография
| 2007 | 2010 | 2017 | 2021 |
| ---- | ---- | ---- | ---- |
| 79   | ↗106 | ↘57  | ↗264 |

## Улицы
1-й Ключевой проезд, 1-й Светлый переулок, 2-й Светлый переулок, Весёлая, Гвардейская, Гвардейский проезд, Голубичная, Голубичный проезд, Голубичный переулок, Журавлиный проезд, Заводской проезд, Зелёная, Каменный тупик, Капитанская, Лесная, Лесной проезд, Лесные Луга, Луговая, Луговой проезд, Малая, Нижняя, Новаторов, Новая, Песчаная, Родниковый переулок, Родниковый проезд, Роя Медведева, Садовая, Светлая, Спортивная, Счастливая, Тихая, Тихий проезд, Удачная, Форелевая, Цветочный переулок, Школьная.